# ロベルト・フィツォ銃撃事件
ロベルト・フィツォ銃撃事件（ロベルト・フィツォじゅうげきじけん）は、2024年5月15日（中央ヨーロッパ夏時間）にスロバキアのロベルト・フィツォ首相が銃撃された事件である。

## 事件
事件は政府の討論会が開催されていたハンドロバにある文化センター外の広場で発生した。事件発生当時、フィツォは防護柵越しに市民らと会話中であった。ジャーナリストによると、銃声は複数回聞こえたという。銃撃直後、フィツォは路面に倒れ込んだ。容疑者は複数人によって捕らえられ、警察は周囲を封鎖した。
フィツォは警護官によって車に乗せられた。現場近くの病院へ搬送された後、約30キロ離れた外傷センターにヘリコプターで搬送された。地元放送局のTA3によると、5発の銃弾が発射され、その内の1発がフィツォの腹部に命中し、他の発砲は頭部と胸部に命中した。更に、Plus jeden deňによると、フィツォの容体は深刻な状態であるという。
同日、BBCのインタビューにおいてスロバキア副首相が、「手術は成功し、現在は命に関わる状況ではない」と発言した。翌16日、入院先の病院長は「現時点で容体は安定しているが、極めて深刻だ」と発言した。
5月31日に入院先の病院よりフィツォがこの前日（5月30日）に退院して自宅療養を開始したことがシュタイエシュトク内相から発表されたが、詳細な容態は明らかにされていない。

## 犯人
暗殺未遂犯である71歳の男は詩人・政治活動家で、2015年に反暴力キャンペーンを行ったことがある。政治的傾向も変節を経ており、2016年には親露の極右組織に接近し、2022年にはロシアによるウクライナ侵攻を非難した。

## 反応
リュボシュ・ブラハ国民議会副議長は議会会議中に事件の発生を確認し、その後会議を中断した。ズザナ・チャプトヴァー大統領は銃撃事件を「残忍かつ無慈悲」と述べ、事件に対する衝撃とフィツォへの連帯を表明した。同様の意見を野党のプログレッシブ・スロバキアのミハル・シメチカ党首も表明している。
チェコのペトル・フィアラ首相とその他の数人のチェコの政治家はこの事件を非難した。